# (4454) Kumiko
(4454) Kumiko ist ein Hauptgürtelasteroid, der am 2. November 1988 von Seiji Ueda und Hiroshi Kaneda vom Observatorium in Kushiro-shi aus entdeckt wurde.
Der Asteroid wurde nach Kumiko Kaneda, der Ehefrau von Hiroshi Kaneda, benannt.